# Mars Hopper
«Mars Hopper» («Марсіанський Стрибун») — український концепт-проєкт літака на вуглекислому газі для дослідження поверхні Марса.

## Концепція
Проєкт передбачає, що для польотів літак буде використовувати сухий лід, який покриває полюси Марса. Літак має збирати його під час посадок, надалі за допомогою радіоізотопного термоелектричного генератора лід буде перетворюватись на газ, робота розширення якого використовуватиметься для руху літака. Старт з поверхні Марса має відбуватися за рахунок реактивної тяги, після набору деякої невеликої висоти розгортатимуться пропелери для ефективнішого використання робочого тіла. У верхній точці «стрибка» гвинти знову складатимуться і політ продовжуватиметься у режимі планерування.
Приземлившись на покриту кригою поверхню, літак знову зачерпне сухий лід, з якого отримає енергію для наступного стрибка. Звідси й назва апарата, яка співзвучна з англійським словом grasshopper — «коник-стрибунець».
Орієнтовна потреба у твердій вуглекислоті на декількахвилинний політ — 50 кг, 30 кг з яких витрачатиметься на реактивний старт, решта — на обертання гвинтів та забезпечення роботи апаратури та пневматичних механізмів.

## Участь у конкурсі NASA
Проєкт розроблений українськими винахідниками в 2016 році, висунутий на конкурс проектів NASA. 23 травня визнаний переможцем світового конкурсу NASA Space Apps Challenge в номінації «Вибір аудиторії».